# Hopkins Ultraviolet Telescope

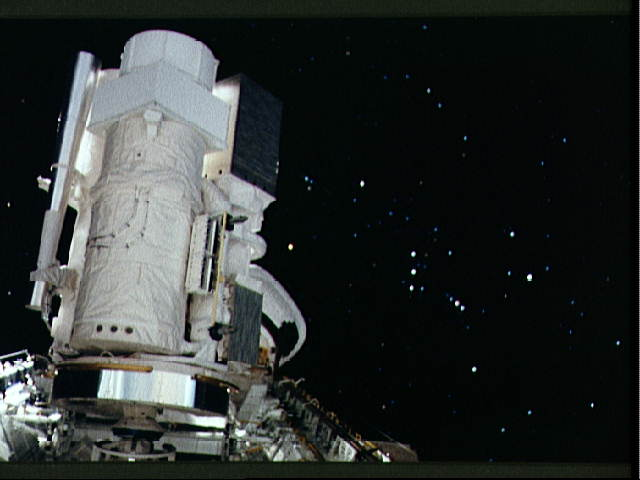
Le télescope HUT (cylindre blanc de grand diamètre) photographié dans la soute ouverte de la navette spatiale en orbite. On distingue également le viseur d'étoiles du système de pointage (tube de faible diamètre à gauche), le photopolarimètre WUPPE en haut à droite du HUT et la base inclinable sur laquelle repose l'ensemble des téléescopes.

L'Hopkins Ultraviolet Telescope ou HUT est un télescope spatial ultraviolet équipé d'un spectrographe qui a été utilisé à bord de la navette spatiale américaine dans le cadre de deux missions Astro-1 (1990) et Astro-2 (1995). 

## Contexte
Le développement du télescope est financé par la NASA dans le cadre de son programme d'étude de l'univers en utilisant la technique de spectroscopie à basse résolution dans la région spectrale de l'ultraviolet lointain  (1850 - 1850 Ångströms). Le télescope est développé à compter de 1978 conjointement par le département de physique et d'astronomie de l'université Johns-Hopkins et par le laboratoire Applied Physics Laboratory de cette institution. Sa réalisation s'appuie sur l'expérience accumulée par l'université dans le cadre de vols d'instruments sur des fusées-sondes. 

## Caractéristiques techniques
HUT fait partie d'un ensemble, baptisé observatoire Astro, de trois télescopes ultraviolet qui comprend également UIT (Ultraviolet Imaging Telescope), WUPPE (Wisconsin Ultraviolet Photo-Polarimeter Experiment, télescope doté d'un miroir de 50 centimètres spécialisé dans la polarimétrie et la spectroscopie) qui sont fixés sur une plateforme de pointage commune IPS installée dans la soute cargo de la navette spatiale américaine et qui a  été également utilisée pour la mission Spacelab-2. HUT est un spectrographe disposant d'une ouverture de 900 millimètres observant dans les longueurs d'onde 912 à 1800 Ångströms (ultraviolet lointain) et  450 à 912 Ångströms (ultraviolet extrême) avec une résolution spectrale de 0,3 nm. C'est à l'époque de loin l'instrument le plus sensible dans cette partie du spectre électromagnétique observable que depuis l'espace. 
Le pointage de l'instrument vers la région de l'espace à observer est effectué en modifiant l'orientation de la navette spatiale. La navette ne pouvant obtenir une précision supérieur à 0,1-2° la plateforme de pointage IPS (Instrument Pointing System) développé par l'Agence spatiale européenne est chargée d'affiner ce pointage et de compenser les mouvements induits par les déplacements de l'équipage à bord de la navette ou par l'action des moteurs de contrôle d'orientation de celle-ci. La précision de pointage de celle-ci atteint de 2 secondes d'arc lorsque l'instrument pointé a une masse de 7 tonnes (masse maximale).

## Déroulement des missions
La première mission de la navette spatiale qui devait emporter le télescope était programmé en mars 1986 pour permettre d'observer le passage de la comète de Halley mais l'accident de la navette spatiale Challenger le 28 janvier 1986 (vol immédiatement précédent), repousse la mission à début 1990. Différents incidents techniques diffèrent le lancement de la mission STS-35 / Astro-1 (navette Colombia) mais finalement celle-ci décolle le 2 décembre 1990. Durant le séjour dans l'espace de 10 jours, HUT parvient à effectuer à observer 90 cibles malgré les problèmes techniques rencontrés avec la plateforme de pointage IPS. Il était prévu initialement que HUT soit embarqué sur de nombreuses missions de la navette spatiale. Mais à la suite de la destruction de Challenger, ce planning est complètement remis en cause et un second vol reste hypothétique. Grâce aux résultats scientifiques obtenus lors du premier vol, une deuxième mission est programmée. STS-67 / Astro-2 (navette Endeavour) décolle le 2 mars 1995 pour une mission d'une durée de deux semaines. Durant la mission 275 cibles sont observées. 

## Résultats
Le résultat scientifique le plus important de ces deux missions est la découverte que le milieu intergalactique est partiellement ionisé. Cette découverte a été effectuée en observant dans l'ultraviolet la lumière d'un quasar éloigné. 